# Hatoyama, Saitama
Hatoyama (鳩山町 Hatoyama-machi) là thị trấn thuộc huyện Hiki, tỉnh Saitama, Nhật Bản. Tính đến ngày 1 tháng 10 năm 2020, dân số ước tính thị trấn là 13.560 người và mật độ dân số là 530 người/km2. Tổng diện tích thị trấn là 25,73 km2.

## Địa lý

### Đô thị lân cận
- Saitama
  - Sakado
  - Higashimatsuyama
  - Ranzan
  - Tokigawa
  - Ogose
  - Moroyama

### Khí hậu
| Dữ liệu khí hậu của Hatoyama, Saitama    | Dữ liệu khí hậu của Hatoyama, Saitama | Dữ liệu khí hậu của Hatoyama, Saitama | Dữ liệu khí hậu của Hatoyama, Saitama | Dữ liệu khí hậu của Hatoyama, Saitama | Dữ liệu khí hậu của Hatoyama, Saitama | Dữ liệu khí hậu của Hatoyama, Saitama | Dữ liệu khí hậu của Hatoyama, Saitama | Dữ liệu khí hậu của Hatoyama, Saitama | Dữ liệu khí hậu của Hatoyama, Saitama | Dữ liệu khí hậu của Hatoyama, Saitama | Dữ liệu khí hậu của Hatoyama, Saitama | Dữ liệu khí hậu của Hatoyama, Saitama | Dữ liệu khí hậu của Hatoyama, Saitama |
| Tháng                                    | 1                                     | 2                                     | 3                                     | 4                                     | 5                                     | 6                                     | 7                                     | 8                                     | 9                                     | 10                                    | 11                                    | 12                                    | Năm                                   |
| ---------------------------------------- | ------------------------------------- | ------------------------------------- | ------------------------------------- | ------------------------------------- | ------------------------------------- | ------------------------------------- | ------------------------------------- | ------------------------------------- | ------------------------------------- | ------------------------------------- | ------------------------------------- | ------------------------------------- | ------------------------------------- |
| Cao kỉ lục °C (°F)                       | 19.9 (67.8)                           | 24.8 (76.6)                           | 26.2 (79.2)                           | 32.3 (90.1)                           | 35.8 (96.4)                           | 39.4 (102.9)                          | 39.9 (103.8)                          | 40.2 (104.4)                          | 38.5 (101.3)                          | 32.6 (90.7)                           | 27.6 (81.7)                           | 25.7 (78.3)                           | 40.2 (104.4)                          |
| Trung bình ngày tối đa °C (°F)           | 9.7 (49.5)                            | 10.6 (51.1)                           | 14.0 (57.2)                           | 19.6 (67.3)                           | 24.2 (75.6)                           | 26.7 (80.1)                           | 30.6 (87.1)                           | 32.1 (89.8)                           | 27.6 (81.7)                           | 21.9 (71.4)                           | 16.6 (61.9)                           | 12.0 (53.6)                           | 20.5 (68.9)                           |
| Trung bình ngày °C (°F)                  | 2.6 (36.7)                            | 3.8 (38.8)                            | 7.5 (45.5)                            | 12.8 (55.0)                           | 17.8 (64.0)                           | 21.4 (70.5)                           | 25.2 (77.4)                           | 26.3 (79.3)                           | 22.3 (72.1)                           | 16.4 (61.5)                           | 10.2 (50.4)                           | 4.8 (40.6)                            | 14.3 (57.7)                           |
| Tối thiểu trung bình ngày °C (°F)        | −4.0 (24.8)                           | −2.8 (27.0)                           | 0.9 (33.6)                            | 6.2 (43.2)                            | 11.8 (53.2)                           | 16.9 (62.4)                           | 21.1 (70.0)                           | 22.1 (71.8)                           | 18.3 (64.9)                           | 11.8 (53.2)                           | 4.5 (40.1)                            | −1.5 (29.3)                           | 8.8 (47.8)                            |
| Thấp kỉ lục °C (°F)                      | −10.7 (12.7)                          | −10.2 (13.6)                          | −9.0 (15.8)                           | −4.9 (23.2)                           | 0.9 (33.6)                            | 7.5 (45.5)                            | 12.4 (54.3)                           | 14.1 (57.4)                           | 6.8 (44.2)                            | 1.1 (34.0)                            | −4.6 (23.7)                           | −9.5 (14.9)                           | −10.7 (12.7)                          |
| Lượng Giáng thủy trung bình mm (inches)  | 39.2 (1.54)                           | 35.2 (1.39)                           | 75.0 (2.95)                           | 96.4 (3.80)                           | 111.4 (4.39)                          | 167.8 (6.61)                          | 179.3 (7.06)                          | 187.0 (7.36)                          | 218.5 (8.60)                          | 183.1 (7.21)                          | 56.6 (2.23)                           | 36.1 (1.42)                           | 1.377,4 (54.23)                       |
| Số ngày giáng thủy trung bình (≥ 1.0 mm) | 3.7                                   | 4.2                                   | 7.8                                   | 8.5                                   | 9.7                                   | 13.0                                  | 12.5                                  | 10.3                                  | 12.0                                  | 9.6                                   | 6.0                                   | 4.0                                   | 101.3                                 |
| Số giờ nắng trung bình tháng             | 197.8                                 | 185.1                                 | 184.4                                 | 180.4                                 | 179.6                                 | 122.5                                 | 139.1                                 | 172.3                                 | 128.5                                 | 134.4                                 | 157.6                                 | 180.8                                 | 1.958,8                               |
| Nguồn: Cục Khí tượng Nhật Bản            |                                       |                                       |                                       |                                       |                                       |                                       |                                       |                                       |                                       |                                       |                                       |                                       |                                       |